# 1978年
1978年（1978 ねん）は、西暦（グレゴリオ暦）による、日曜日から始まる平年。昭和53年。
この項目では、国際的な視点に基づいた1978年について記載する。

## 他の紀年法
- 干支：戊午（つちのえ うま）
- 日本（月日は一致）
  - 昭和53年
  - 皇紀2638年
- 中華民国（月日は一致）
  - 中華民国67年
- 朝鮮民主主義人民共和国（月日は一致）
  - 主体67年
- 仏滅紀元：2520年 - 2521年
- イスラム暦：1398年1月21日 - 1399年1月30日
- ユダヤ暦：5738年4月22日 - 5739年4月1日
- Unix Time：252460800 - 283996799
- 修正ユリウス日 (MJD)：43509 - 43873
- リリウス日 (LD)：144350 - 144714

※主体暦は、朝鮮民主主義人民共和国で1997年に制定された。

## カレンダー
| 1月 |    |    |    |    |    |    |
| 日  | 月 | 火 | 水 | 木 | 金 | 土 |
| 1   | 2  | 3  | 4  | 5  | 6  | 7  |
| 8   | 9  | 10 | 11 | 12 | 13 | 14 |
| 15  | 16 | 17 | 18 | 19 | 20 | 21 |
| 22  | 23 | 24 | 25 | 26 | 27 | 28 |
| 29  | 30 | 31 |    |    |    |    |
|     |    |    |    |    |    |    |

| 2月 |    |    |    |    |    |    |
| 日  | 月 | 火 | 水 | 木 | 金 | 土 |
|     |    |    | 1  | 2  | 3  | 4  |
| 5   | 6  | 7  | 8  | 9  | 10 | 11 |
| 12  | 13 | 14 | 15 | 16 | 17 | 18 |
| 19  | 20 | 21 | 22 | 23 | 24 | 25 |
| 26  | 27 | 28 |    |    |    |    |
|     |    |    |    |    |    |    |

| 3月 |    |    |    |    |    |    |
| 日  | 月 | 火 | 水 | 木 | 金 | 土 |
|     |    |    | 1  | 2  | 3  | 4  |
| 5   | 6  | 7  | 8  | 9  | 10 | 11 |
| 12  | 13 | 14 | 15 | 16 | 17 | 18 |
| 19  | 20 | 21 | 22 | 23 | 24 | 25 |
| 26  | 27 | 28 | 29 | 30 | 31 |    |
|     |    |    |    |    |    |    |

| 4月 |    |    |    |    |    |    |
| 日  | 月 | 火 | 水 | 木 | 金 | 土 |
|     |    |    |    |    |    | 1  |
| 2   | 3  | 4  | 5  | 6  | 7  | 8  |
| 9   | 10 | 11 | 12 | 13 | 14 | 15 |
| 16  | 17 | 18 | 19 | 20 | 21 | 22 |
| 23  | 24 | 25 | 26 | 27 | 28 | 29 |
| 30  |    |    |    |    |    |    |
|     |    |    |    |    |    |    |

| 5月 |    |    |    |    |    |    |
| 日  | 月 | 火 | 水 | 木 | 金 | 土 |
|     | 1  | 2  | 3  | 4  | 5  | 6  |
| 7   | 8  | 9  | 10 | 11 | 12 | 13 |
| 14  | 15 | 16 | 17 | 18 | 19 | 20 |
| 21  | 22 | 23 | 24 | 25 | 26 | 27 |
| 28  | 29 | 30 | 31 |    |    |    |
|     |    |    |    |    |    |    |

| 6月 |    |    |    |    |    |    |
| 日  | 月 | 火 | 水 | 木 | 金 | 土 |
|     |    |    |    | 1  | 2  | 3  |
| 4   | 5  | 6  | 7  | 8  | 9  | 10 |
| 11  | 12 | 13 | 14 | 15 | 16 | 17 |
| 18  | 19 | 20 | 21 | 22 | 23 | 24 |
| 25  | 26 | 27 | 28 | 29 | 30 |    |
|     |    |    |    |    |    |    |

| 7月 |    |    |    |    |    |    |
| 日  | 月 | 火 | 水 | 木 | 金 | 土 |
|     |    |    |    |    |    | 1  |
| 2   | 3  | 4  | 5  | 6  | 7  | 8  |
| 9   | 10 | 11 | 12 | 13 | 14 | 15 |
| 16  | 17 | 18 | 19 | 20 | 21 | 22 |
| 23  | 24 | 25 | 26 | 27 | 28 | 29 |
| 30  | 31 |    |    |    |    |    |
|     |    |    |    |    |    |    |

| 8月 |    |    |    |    |    |    |
| 日  | 月 | 火 | 水 | 木 | 金 | 土 |
|     |    | 1  | 2  | 3  | 4  | 5  |
| 6   | 7  | 8  | 9  | 10 | 11 | 12 |
| 13  | 14 | 15 | 16 | 17 | 18 | 19 |
| 20  | 21 | 22 | 23 | 24 | 25 | 26 |
| 27  | 28 | 29 | 30 | 31 |    |    |
|     |    |    |    |    |    |    |

| 9月 |    |    |    |    |    |    |
| 日  | 月 | 火 | 水 | 木 | 金 | 土 |
|     |    |    |    |    | 1  | 2  |
| 3   | 4  | 5  | 6  | 7  | 8  | 9  |
| 10  | 11 | 12 | 13 | 14 | 15 | 16 |
| 17  | 18 | 19 | 20 | 21 | 22 | 23 |
| 24  | 25 | 26 | 27 | 28 | 29 | 30 |
|     |    |    |    |    |    |    |

| 10月 |    |    |    |    |    |    |
| 日   | 月 | 火 | 水 | 木 | 金 | 土 |
| 1    | 2  | 3  | 4  | 5  | 6  | 7  |
| 8    | 9  | 10 | 11 | 12 | 13 | 14 |
| 15   | 16 | 17 | 18 | 19 | 20 | 21 |
| 22   | 23 | 24 | 25 | 26 | 27 | 28 |
| 29   | 30 | 31 |    |    |    |    |
|      |    |    |    |    |    |    |

| 11月 |    |    |    |    |    |    |
| 日   | 月 | 火 | 水 | 木 | 金 | 土 |
|      |    |    | 1  | 2  | 3  | 4  |
| 5    | 6  | 7  | 8  | 9  | 10 | 11 |
| 12   | 13 | 14 | 15 | 16 | 17 | 18 |
| 19   | 20 | 21 | 22 | 23 | 24 | 25 |
| 26   | 27 | 28 | 29 | 30 |    |    |
|      |    |    |    |    |    |    |

| 12月 |    |    |    |    |    |    |
| 日   | 月 | 火 | 水 | 木 | 金 | 土 |
|      |    |    |    |    | 1  | 2  |
| 3    | 4  | 5  | 6  | 7  | 8  | 9  |
| 10   | 11 | 12 | 13 | 14 | 15 | 16 |
| 17   | 18 | 19 | 20 | 21 | 22 | 23 |
| 24   | 25 | 26 | 27 | 28 | 29 | 30 |
| 31   |    |    |    |    |    |    |
|      |    |    |    |    |    |    |

## できごと
世界のできごとを掲載。日本は1978年の日本を参照。

### 2月
- 2月6日 - アメリカ北東部が猛吹雪に襲われ、沿岸部では高波により約100人が死亡するなど、大きな被害が発生した[1]。

### 4月
- 4月20日 - 大韓航空機銃撃事件
- 4月27日 - アフガニスタンで四月革命発生。ダーウード大統領が打倒され、タラキーによる社会主義体制となる。事実上のアフガニスタン紛争の始まり[注釈 1]。
- 4月28日 - 日本、ベトナム難民の定住を認める。

### 5月
- 5月13日 - イタリア、世界初の精神科病院廃絶法「180号法（通称、バザリア法またはバザーリア法）」公布。
- 5月17日 - エルサルバドルでインシンカ社社長・松本不二雄が誘拐される（半年後に遺体で発見）。
- 5月20日 - 新東京国際空港（現在の成田国際空港）が開港。
- 5月23日 - 第1回国連軍縮特別総会開幕（7月1日最終文書を採択）。

### 6月
- 6月1日 - アルゼンチンで1978 FIFAワールドカップ開催（ - 6月25日）。

### 7月
- 7月10日 - 米ABCニュースの報道番組『ABC World News Tonight』放送開始。
- 7月13日 - アルジェで第3回アフリカ競技大会が開幕。（7月28日まで）
- 7月25日 - イギリスで世界初の体外受精児が誕生。

### 8月
- 8月12日 - 日中平和友好条約調印。

### 9月
- 9月11日 - F1イタリアGPの炎上事故により、F1ドライバーのロニー・ピーターソンが他界。
- 9月17日 - ジミー・カーター米大統領の仲介のもと、エジプトとイスラエルがキャンプ・デービッド合意。

### 10月
- 10月16日 - 青木功が世界マッチプレー選手権で初優勝。
- 10月27日 - アンワル・アッ＝サーダートとメナヘム・ベギンのノーベル平和賞受賞が決定。
- 10月28日 - アメリカで航空規制緩和法が成立。

### 11月
- 11月3日 - ドミニカ国がイギリスより独立。
- 11月18日 - ガイアナ・ジョーンズタウンで、宗教団体「人民寺院」の教祖ジム・ジョーンズとその信者が集団自殺。914人が死亡。
- 11月23日 - 北米を除く全世界のAM放送ラジオ局において、中波放送の周波数間隔を10kc（キロサイクル）から9 kHz（キロヘルツ）間隔に変更。

### 12月
- 12月6日 - スペインで1978年憲法が国民投票で承認。

## 芸術・文化

### 音楽
- ローリング・ストーンズ「ミス・ユー」「ビースト・オブ・バーデン」
- パティ・スミス・グループ「ビコーズ・ザ・ナイト」
- ジェリー・ラファティー「霧のべイカー・ストリート」
- アトランタ・リズム・セクション「イマジナリー・ラバー」
- タバレス「モア・ザン・ア・ウーマン」
- イヴォンヌ・エリマン「イフ・アイ・キャント・ハブ・ユー」
- ボブ・シーガー「裏切りのゲーム」
- スティーリー・ダン「FM」

### 映画
- 『ディア・ハンター』
- 『グッバイ・ガール』
- 『アニー・ホール』
- 『家族の肖像』(1974)
- 『ゾンビ』イタリア公開

## 誕生

### 1月
- 1月2日 - 豊口めぐみ、声優
- 1月3日 - パク・ソルミ、韓国の女優
- 1月3日 - リヤ・ケベデ、エチオピアのスーパーモデル
- 1月4日 - クリストファー・ギッセル、プロ野球選手
- 1月6日 - ケーシー・フォッサム、プロ野球選手
- 1月7日 - ケビン・メンチ、元プロ野球選手
- 1月9日 - ジェンナーロ・ガットゥーゾ、サッカー選手、サッカー指導者
- 1月10日 - 三橋加奈子、声優
- 1月13日 - 緒乃冬華、声優
- 1月13日 - ネイト・シルバー、統計学者
- 1月16日 - 寺本勲、声優
- 1月18日 - ブライアン・ファルケンボーグ、プロ野球選手
- 1月22日 - 松田健一郎、声優
- 1月22日 - ショーン・フィギンス、メジャーリーガー
- 1月24日 - ジャンカルロ・アルバラード、プロ野球選手
- 1月24日 - 宮原永海、声優
- 1月25日 - ウォロディミル・ゼレンスキー、第6代ウクライナ大統領
- 1月26日 - エステバン・ヘルマン、プロ野球選手
- 1月28日 - ジャンルイジ・ブッフォン、プロサッカー選手
- 1月31日 - グレース・ラム、女優、モデル

### 2月
- 2月2日 - バリー・ファーガソン、サッカー選手、サッカー指導者
- 2月7日 - エンディ・チャベス、メジャーリーガー
- 2月14日 - リチャード・ハミルトン、バスケットボール選手
- 2月15日 - パク・シフ、俳優
- 2月20日 - 武内健、声優
- 2月21日 - キム・ハヌル、女優
- 2月21日 - パク・ウネ、女優
- 2月26日 - マイケル・ダースマ、野球選手
- 2月27日 - ジェームズ・ビーティー、サッカー選手
- 2月28日 - アリサ・ドレイ、フィギュアスケート選手

### 3月
- 3月1日 - ジェンセン・アクレス、俳優
- 3月5日 - 阿部尚徳、音楽家・ボカロP（とくP）
- 3月5日 - マイク・ヘスマン、プロ野球選手
- 3月11日 - アルベルト・ルケ、プロサッカー選手
- 3月11日 - ディディエ・ドログバ、プロサッカー選手
- 3月11日 - ミハル・ドレジャル、スキージャンプ選手
- 3月14日 - ピーター・ファン・デン・ホーヘンバンド、水泳選手
- 3月24日 - ホセ・バルベルデ、メジャーリーガー
- 3月26日 - デビー・ダン、陸上競技選手
- 3月27日 - ディー・ブラウン、プロ野球選手
- 3月30日 - ジョシュ・バード、元メジャーリーガー

### 4月
- 4月1日 - オルガ・シャルテンコ、フィギュアスケート選手
- 4月5日 - スティーブン・ジャクソン、バスケットボール選手
- 4月8日 - 遠藤久美子、タレント、女優
- 4月8日 - ゲオルゲ・チッパー、フィギュアスケート選手
- 4月8日 - DAIGO、ミュージシャン、タレント
- 4月9日 - ジョルジュ・アンドラーデ、元サッカー選手
- 4月12日 - 石原剛（ヴィクター・マインレンダー）、写真家
- 4月13日 - カルレス・プジョル、プロサッカー選手
- 4月13日 - 坂口恭平、作家、建築家
- 4月14日 - 村治佳織、ギタリスト
- 4月15日 - ギオルギ・ラッザビゼ、ピアニスト・作曲家
- 4月15日 - ミルトン・ブラッドリー、元メジャーリーガー
- 4月15日 - ティム・コーコラン、プロ野球選手
- 4月15日 - 渡辺隆、お笑いコンビ錦鯉・17代目M-1王者
- 4月19日 - ガブリエル・エインセ、サッカー選手
- 4月24日 - キム・ヒョンジュ、女優
- 4月26日 - 立花慎之介、声優
- 4月27日 - サミ・ヒンカ、ヘヴィメタル・ミュージシャン
- 4月27日 - 望月久代、声優
- 4月29日 - トニー・アーマス・ジュニア、元メジャーリーガー

### 5月
- 5月4日 - 小野大輔、声優
- 5月5日 - かんざきひろ、イラストレーター、アニメーター（織田広之）、音楽家・ボカロP（鼻そうめんP）
- 5月7日 - ショーン・マリオン、バスケットボール選手
- 5月8日 - ルシマール・ダ・シウヴァ・フェレイラ、サッカー選手
- 5月9日 - アーロン・ハラング、メジャーリーガー
- 5月13日 - 間島淳司、声優
- 5月13日 - マイク・ビビー、バスケットボール選手
- 5月18日 - エウトン・ダ・シウヴァ・アルーダ、サッカー選手
- 5月18日 - リカルド・カルヴァーリョ、サッカー選手
- 5月19日 - マーカス・ベント、サッカー選手
- 5月21日 - ジャマール・マグロア、バスケットボール選手
- 5月23日 - アンドレイ・チュヴィラエフ、フィギュアスケート選手
- 5月24日 - ブラッド・ペニー、プロ野球選手
- 5月25日 - ブライアン・アーラッカー、アメリカンフットボール選手
- 5月30日 - リョート・マチダ、総合格闘家、空手家
- 5月31日 - ニーナ・ウラノワ、フィギュアスケート選手

### 6月
- 6月6日 - ジュディス・バーシ、子役（+ 1988年）
- 6月7日 - エイドリアン・フランツ、女優
- 6月9日 - マシュー・ベラミー、ミュージシャン
- 6月9日 - ミロスラフ・クローゼ、サッカー選手
- 6月14日 - エドガー・ゴンザレス、プロ野球選手
- 6月17日 - イザベル・ドロベル、フィギュアスケート選手
- 6月17日 - 内柴正人、元柔道選手
- 6月19日 - ダーク・ノヴィツキー、バスケットボール選手
- 6月20日 - ケビン・グレッグ、メジャーリーガー
- 6月20日 - フランク・ランパード、サッカー選手
- 6月22日 - ホンデル・マルティネス、野球選手
- 6月22日 - ウィリー・ハリス、元メジャーリーガー
- 6月24日 - 中村俊輔、サッカー選手
- 6月24日 - フアン・ロマン・リケルメ、サッカー選手
- 6月24日 - ルイス・ガルシア (1978年生のサッカー選手)、サッカー選手
- 6月27日 - オスカー・サラサー、プロ野球選手
- 6月28日 - ネゴシックス、お笑いタレント
- 6月28日 - ハ・ジウォン、韓国の女優
- 6月29日 - ニコール・シャージンガー、歌手（プッシーキャット・ドールズ）

### 7月
- 7月3日 - フアン・リベラ、メジャーリーガー
- 7月7日 - MISIA、歌手
- 7月10日 - 小泉孝太郎、俳優
- 7月12日 - ウラジスラフ・ゾフニルスキー、フィギュアスケート選手
- 7月14日 - マティアス・エクストローム、レーシングドライバー
- 7月15日 - ミゲル・オリーボ、メジャーリーガー
- 7月17日 - ヒカルド・アローナ、総合格闘家
- 7月17日 - ブラント・アスト、野球選手
- 7月18日 - ヴァージニア・エレーナ・ラッジ、イタリア政治家
- 7月21日 - 岩崎恭子、水泳選手
- 7月26日 - 斉藤梨絵、声優
- 7月31日 - ジャスティン・ウィルソン、レーシングドライバー（+ 2015年）

### 8月
- 8月4日 - ミハイル・スチフーニン、フィギュアスケート選手
- 8月4日 - 日野聡、声優
- 8月8日 - アレクシス・ゴメス、プロ野球選手
- 8月8日 - コカドケンタロウ、お笑いタレント（ロッチ）
- 8月9日 - オドレイ・トトゥ、フランスの女優
- 8月15日 - 秋山竜次、お笑いタレント（ロバート）
- 8月19日 - クリス・カプアーノ、メジャーリーガー
- 8月19日 - 鶴岡聡、声優
- 8月19日 - ユーデ・ブリトー、元メジャーリーガー
- 8月19日 - ロレンソ・パーラ、ベネズエラのプロボクサー、WBAフライ級第35代王者
- 8月21日 - ジェイソン・マーキー、メジャーリーガー
- 8月23日 - コービー・ブライアント、バスケットボール選手（+ 2020年）
- 8月25日 - ジャーシム・ビン・ハマド・アール＝サーニー、カタールの廃太子
- 8月30日 - クリフ・リー、メジャーリーガー

### 9月
- 9月1日 - 中島沙樹、声優
- 9月5日 - マット・ワトソン、プロ野球選手
- 9月6日 - 澤穂希、サッカー選手
- 9月11日 - デヤン・スタンコヴィッチ、サッカー選手
- 9月15日 - エイドゥル・グジョンセン、サッカー選手
- 9月19日 - ヴァネッサ・グスメロリ、フィギュアスケート選手
- 9月19日 - ニック・ジョンソン、元メジャーリーガー
- 9月20日 - 若林正恭、お笑いタレント（オードリー）
- 9月21日 - ダグ・ハウレット、ラグビー選手
- 9月22日 - ハリー・キューウェル、サッカー選手
- 9月23日 - 小出美沙都、アーチェリー選手
- 9月27日 - ジョン・ラウシュ、メジャーリーガー
- 9月29日 - オーノキヨフミ、シンガーソングライター

### 10月
- 10月2日 - 浜崎あゆみ、歌手
- 10月3日 - クラウディオ・ピサーロ、サッカー選手
- 10月3日 - ゲーラルド・アサモア、サッカー選手
- 10月3日 - ロシオ・サーラス、フィギュアスケート選手
- 10月4日 - キバ、お笑いタレント（モストデンジャラス）
- 10月6日 - デニス・ペチュホフ、フィギュアスケート選手
- 10月12日 - 城雅子、声優
- 10月13日 - ジャーメイン・オニール、バスケットボール選手
- 10月18日 - 京野ことみ、女優
- 10月18日 - 白石稔、声優
- 10月24日 - クリス・ブーチェック、プロ野球選手
- 10月25日 - 安英学、サッカー選手
- 10月27日 - ヴァネッサ・メイ、ヴァイオリニスト
- 10月30日 - 金海心、歌手

### 11月
- 11月4日 - 阿部あき子、フリーアナウンサー
- 11月4日 - ジョン・グラボウ、メジャーリーガー
- 11月5日 - ルイス・ガルシア、プロ野球選手
- 11月7日 - 長瀬智也、タレント、ミュージシャン (TOKIO)
- 11月7日 - モハメド・アブトレイカ、サッカー選手
- 11月7日 - ヤン・フェネホール・オフ・ヘッセリンク、サッカー選手
- 11月7日 - リオ・ファーディナンド、サッカー選手
- 11月8日 - イワン・ディネフ、フィギュアスケート選手
- 11月9日 - ジェイソン・スタンリッジ、プロ野球選手
- 11月10日 - 神田朱未、声優
- 11月10日 - 鄭大炫、野球選手
- 11月13日 - 許瑋倫、台湾の女優（+ 2007年）
- 11月14日 - 劉芙豪、野球選手
- 11月17日 - ヴァル・パスクチ、プロ野球選手
- 11月17日 - レイチェル・マクアダムス、女優
- 11月25日 - 椎名林檎、シンガーソングライター
- 11月26日 - 福山潤、声優
- 11月28日 - オーランド・ロマン、プロ野球選手

### 12月
- 12月2日 - ピーター・モイラン、メジャーリーガー
- 12月3日 - マット・チルダース、プロ野球選手
- 12月5日 - 許文雄、プロ野球選手
- 12月8日 - 大久保友雅、東京工科大学教授
- 12月8日 - バーノン・ウェルズ、メジャーリーガー
- 12月9日 - 陳好、中国の女優
- 12月13日 - BJペン、総合格闘家・ブラジリアン柔術家
- 12月17日 - チェイス・アトリー、メジャーリーガー
- 12月17日 - マニー・パッキャオ、プロボクサー
- 12月20日 - アマンダ・スウィステン、モデル・女優
- 12月21日 - ディッキー・ゴンザレス、プロ野球選手
- 12月23日 - ビクター・マルティネス、メジャーリーガー
- 12月23日 - 矢田亜希子、女優
- 12月29日 - キーロン・ダイアー、サッカー選手
- 12月31日 - pha、作家、ブロガー

### 誕生日不詳
- 山野アンダーソン陽子、ガラス工芸作家

## ノーベル賞
- 物理学賞 - ピョートル・カピッツァ、アーノ・ペンジアス、ロバート・ウィルソン
- 化学賞 - ピーター・ミッチェル
- 生理学・医学賞 - ダニエル・ネーサンズ、ハミルトン・スミス、ヴェルナー・アーバー
- 文学賞 - アイザック・バシェヴィス・シンガー
- 平和賞 - メナヘム・ベギン、モハメド・アンワル・サダト
- 経済学賞 - ハーバート・サイモン